# Eddy Christiani

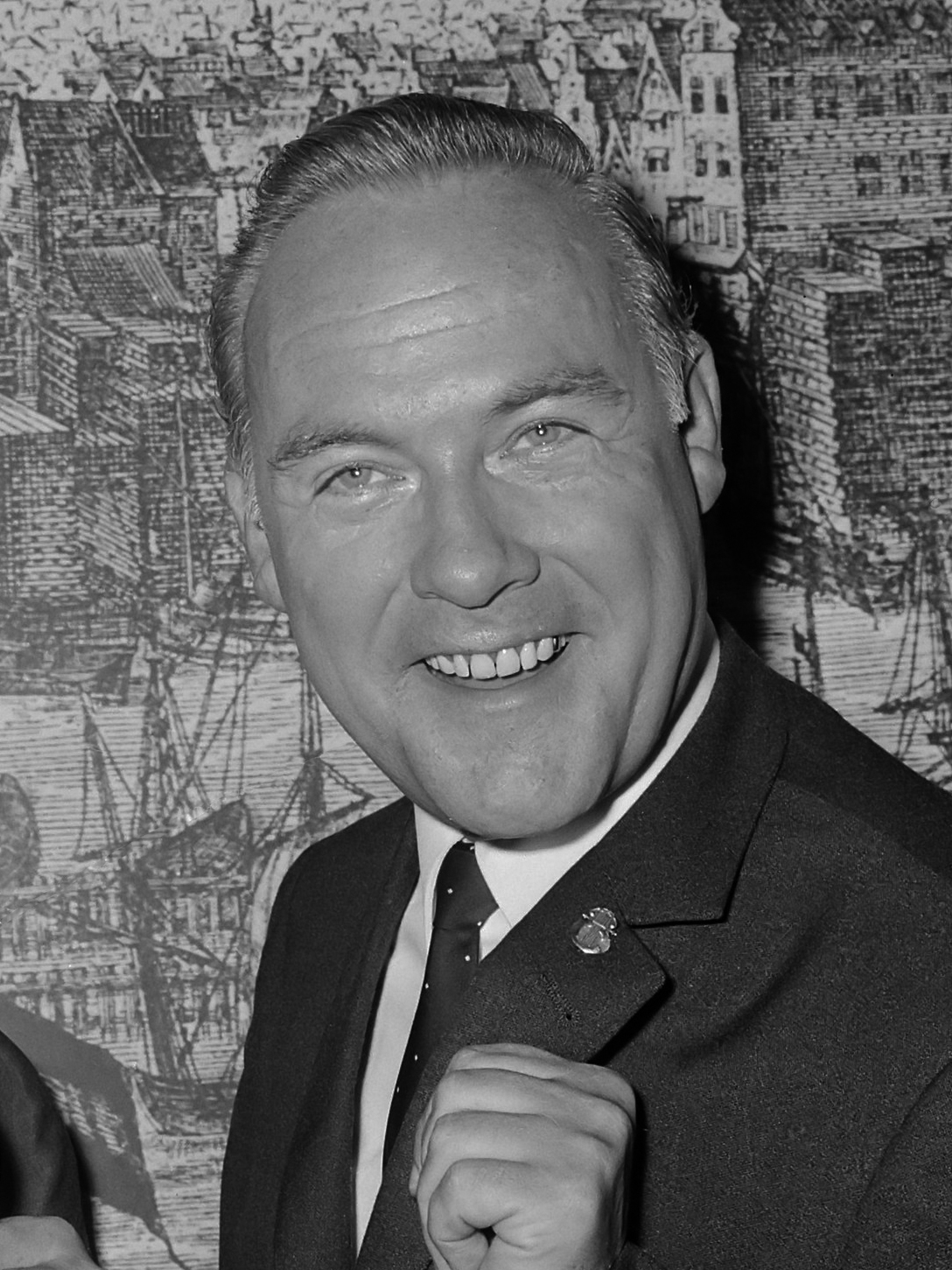
Eddy Christiani (1965)

Eddy Christiani (* 21. April 1918 in Den Haag; † 24. Oktober 2016 in Aalsmeer) war ein niederländischer Gitarrist, Sänger und Songwriter, der sowohl im Jazz als auch in der Unterhaltungsmusik bekannt geworden ist. Er war vermutlich der erste Europäer, der auf der E-Gitarre spielte.

## Leben und Wirken
Christiani erhielt 1932 seine erste Gitarre; seit 1936 spielte er im Orchester von John de Mol, das später von Frans Wouters übernommen wurde. Am 30. Mai 1938 trat er als Sänger und Gitarrist erstmals im Radio auf, wo er Blue Moon interpretierte; er hatte weitere Erfolge mit Zonnig Madeira. 1939 wechselte er auf die elektrische Gitarre. 1941 spielte er als erster Europäer ein Solo auf der E-Gitarre ein, auf seinem Song The Windmill (mit dem Orchester Frans Wouters). Sein Cowboy-Lied Ouwe Taaie Yippy Yippy Yay wurde 1943 von der Zensur der deutschen Besatzung verboten; vor dem Zugriff der Reichskulturkammer floh er nach Belgien, wo er untertauchte und bei Dick Willebrandts spielte.
Nach der Befreiung Brüssels 1944 trat er als Mitglied von The Army Troupers zur Truppenbetreuung auf; nach Ende des Krieges tourte er durch Deutschland mit den Cold Stream Guards und trat 1946 im British Forces Network auf, bevor er 1947 in die Niederlande zurückkehrte. Dort arbeitete er als Solist mit Malando und Frans Wouters. Mit Op De Woelige Baren, das er mit Vincentino 1947 einspielte, feierte er einen großen Hiterfolg. 1952 gründete er sein eigenes Ensemble, das der Geiger Frans Poptie leitete. Im Folgejahr hatte er sieben Hits, darunter Daar Bij De Waterkant (eine niederländische Version von Down by the Riverside); 1954 erhielt er für Zeemanshar seine erste Goldene Schallplatte. 1959 zog er sich zunächst zurück, blieb aber als durch Chet Atkins beeinflusster Studiogitarrist und im Orchester Harry de Groot weiter tätig. 1961 hatte er ein Comeback mit Sucu Sucu. In den deutschen Single-Charts konnten sich im gleichen Jahr zwei Titel von Eddy Christiani platzieren. Marianne erreichte seine höchste Position mit Platz 28 und hielt sich insgesamt 12 Wochen in den deutschen Single-Charts. Mit dem Titel Bananas kam er auf Platz 25.
1962 nahmen Johnny and the Hurricanes seine Bearbeitung von Du, du liegst mir im Herzen auf. Seit 1966 trat er mit der Combo von Tonny Eyk regelmäßig in der populären Fernsehsendung von Willem Duys auf. Von 1975 bis 1985 hatte er ein eigenes Radioprogramm Gitariteiten auf dem niederländischen Radio 4. 1981 war er der Karnevalsprinz von Amsterdam.
2007/2008 gab er seine Abschiedstournee. Seit 2008 ist sein Song Rhythm for You im Videospiel Fallout 3 zu hören.

## Preise und Auszeichnungen
Die Leser der Zeitschrift Muziek Parade wählten ihn 1963 zum populärsten Gitarristen. 1965 erhielt er die Gouden Harp (dt.: Goldene Harfe) für sein Lebenswerk, 1984 den Gouden Notekraker und 2005 den Edison. 1977 wurde er zum Ritter des Orden von Oranien-Nassau ernannt. Für seine Verdienste um die Stadt Amsterdam erhielt er 1984 De Gouden Amsterdammer. Nach ihm wurde 2006 ein Gitarristenpreis benannt, der bis 2012 im Popbereich verliehen wurde. Die Preisträger waren Leendert Haaksma (2006), Dany Lademacher (2007), Ad van den Berg (2008), Jan Akkerman (2009), Steve Lukather (2010), Brian May (2011) und George Kooymans (2012).

## Diskographische Hinweise
- De onvergetelijke Eddy Christiani (1999)